# Gio Colucci
Pour les articles homonymes, voir Colucci.
Gio Colucci ou Géo Colucci, né au Caire le 30 mai 1892 et mort à Paris le 	
5 octobre 1974, est un peintre, graveur, illustrateur, céramiste et sculpteur italien.

## Biographie
Gio Colucci naît au Caire en 1892. Il entre à l'École des beaux-arts de Paris puis part s'installer en Afrique avant la Première Guerre mondiale. Il se rend alors en Égypte où il embrasse la profession d'architecte au Caire. Après quelques tableaux inspirés de son séjour au Moyen-Orient, il se tourne vers la peinture abstraite et rentre en France en 1918.
Son frère aîné est l'écrivain, graveur, calligraphe et éditeur Guido Colucci. Les frères Guido et Gio collaborent sur un certain nombre de livres, Guido fournissant les textes et Gio, les illustrations. En tant que graveur, Gio Colucci produit des eaux-fortes et des gravures sur bois.
À partir de 1921, il expose ses gravures dans divers salons : le Salon d'automne, puis celui des surindépendants aux côtés de Gleizes, Herbin, Robert Delaunay, entre autres. Durant cette période, son travail affirme un style proche de l’expressionnisme. Très impliqué auprès d'éditeurs français spécialisé dans le livre illustré de haute bibliophilie, il livre une série de gravures pour des textes de Barbey d'Aurevilly, Pierre Loti, Guy de Maupassant, Octave Mirbeau, etc. Son chef-d'œuvre comme illustrateur est Le grant testament de François Villon, dont il a fait cinq copies avec des dessins originaux en couleurs, avec des calligraphies de son frère Guido. Il devient également membre, aux côtés de Léopold Survage, Jean Metzinger et Otto Freundlich, du « groupe électrique » fondé par la galeriste Berthe Weill. Il réalise aussi quelques affiches publicitaires.
En 1928, il expose au Salon d'automne la toile Trois bougres.
Gio Colucci se met à la céramique en 1929, et se consacre ensuite à la poterie dans un atelier qu'il ouvre à Aubagne. Il s'installe au 21, rue Montbrun, dans le 14e arrondissement de Paris en 1938.

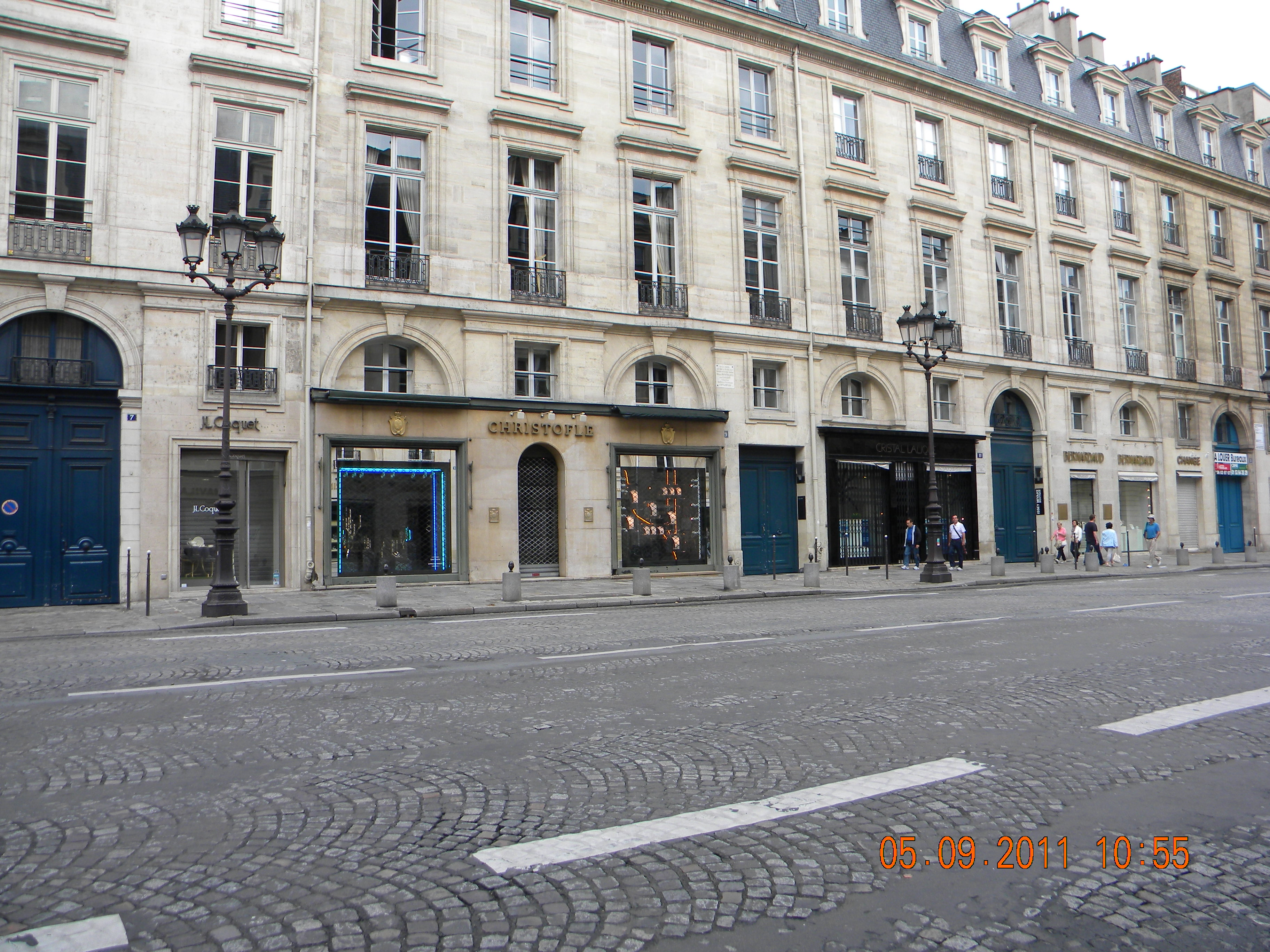
La galerie Christofle à Paris.

En 1939, Il s'engage dans la Légion étrangère et est fait prisonnier. Il s'évade et retourne à Aubagne  puis à Valabre, près d'Aix-en-Provence, à la tuilerie Bossy auprès de Joseph Bossy, où il tourne des assiettes. Il y apprend à façonner une céramique utilitaire et traditionnelle et développe des créations. De retour à Paris en 1945, il présente ses travaux à la galerie Christofle. « Ses formes inspirées par ses expériences provençales sont particulièrement admirées : ses lourdes soupières de style Louis XV aux anses protubérantes, ses larges plats aux contours godronnés sont revisités « avec une exubérance un peu barbare ». Ce sont des pièces uniques, robustes et denses, enrobées d'émaux superposés, qui évoquent le bucchero nero des Étrusques, comme en témoigne le pot couvert marron-noir décoré de coulées d'émaux jaune orangé conservé dans les collections du musée des arts décoratifs. »
En 1955, une rétrospective de son travail a lieu à Paris. En 1960, la Comité international olympique lui passe commande de projets de diverses pièces pour les jeux de Rome. En 1956, Gio Colucci et Gino Severini fondent à Paris l’École d'Art italien : il y enseigne la céramique. Une grande rétrospective de son travail a lieu à New York en 1959, année où il expose également à la Quadriennale de Rome.
Gio Colucci meurt dans le 14e arrondissement de Paris le 5 octobre 1974 et est inhumé dans la 23e division du cimetière parisien de Thiais. Il avait épousé Ida Victorine Emilie Ubaud (1894-1985).
Le contenu de son atelier a été dispersé par les commissaires-priseurs Bernard Oger et Étienne Dumont lors de deux ventes aux enchères à Drouot-Richelieu, Paris, les 12 avril 1994 et 24 mars 1995.

## Expositions

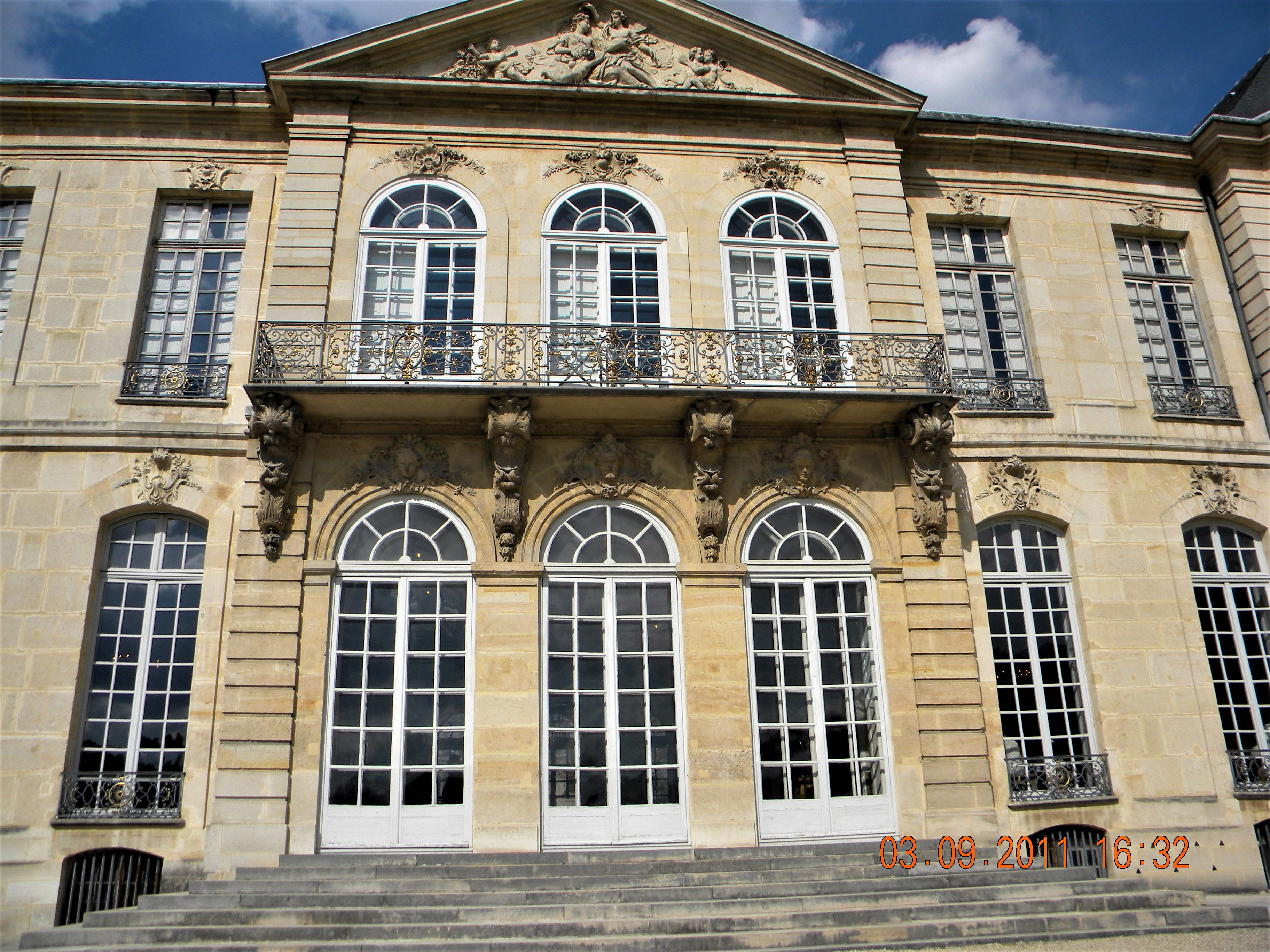
Musée Rodin, Paris.

### Expositions personnelles
- Galerie Allard, Paris, 1919[11].
- Galerie Vavin-Raspail, Paris, 1929[11], janvier 1921 (Gio Colucci - Égypte).
- Gio Colucci - Poteries, Galerie Christofle, Paris, 1945[11].
- Gio Colucci - Peintures, sculptures, poteries, Galerie des Garets, Paris, novembre-décembre 1947.
- Gio Colucci - Poteries, musée de Vallauris, 1952[11].
- Galerie Roc-Maria, Èze, 1954.
- Gio Colucci - Rétrospective, Galerie Justers, New York, 1959[11].
- Gio Colucci - Rétrospective, Musée Rodin, Paris, 1959[11].
- Gio Colucci - 25 sculptures pour une collection, Galerie Jacques De Vos, Paris, novembre-décembre 2006[12].

### Expositions collectives
- Salon de la Société nationale des beaux-arts, Paris, à partir de 1921, eaux-fortes[13].
- Salon d'automne, Paris, 1923[11].
- Salon des surindépendants, Paris, 1923[11].
- Le Groupe électrique - Étienne Béothy, Gio Colucci, Otto Freundlich, Julio González, Jean Metzinger, Léopold Survage, Galerie Berthe Weill, 1931[11].
- Livres manuscrits, Maison Myrbor, 17, rue Vignon, Paris, décembre 1933- janvier 1934[14].
- 32e Groupe des artistes de ce temps - Gio Colucci, Sonia Delaunay, Raymond Duchamp-Villon, Serge Férat, Albert Gleizes, Auguste Herbin, Léopold Survage..., Petit Palais, Paris, juin 1938[13],[15].
- Les Réverbères - 1ere exposition, 13, avenue de la Grande Armée, Paris, 1938[16].
- Salon de la Société des artistes décorateurs, Grand Palais, Paris, 1947[11], juin-juillet 1949.
- Salon des indépendants, Paris, 1954[11].
- Quelques illustrateurs de Paul Valéry, Musée Paul Valéry, Sète, juillet-août 1965[17].
- Quadriennale de Rome, 1959[13].
- Have you got bowls ? - Le bol du XVIIIe siècle à nos jours, Galerie Lefèbvre et Fils, Paris, décembre 2012 - mars 2013[18].
- Trésors de sable et de feu - Verre et cristal aux Arts décoratifs, XIVe – XXIe siècle, Musée des arts décoratifs de Paris, avril-novembre 2015[19].
- Quand la peinture devient sculpture, Galerie Jacques De Vos, Paris, avril 2016[20].

## Réception critique
- « Colucci apporte beaucoup d'humour et de fantaisie à ses paysages et à ses nombreuses illustrations de roman. Il a réalisé dans les années 1950 des sculptures-objets en verre qui font parfois penser à certaines créations de Picasso. Artiste véritable, Colucci a toujours tenté de renouveler son vocabulaire esthétique. » - Gérald Schurr[10]

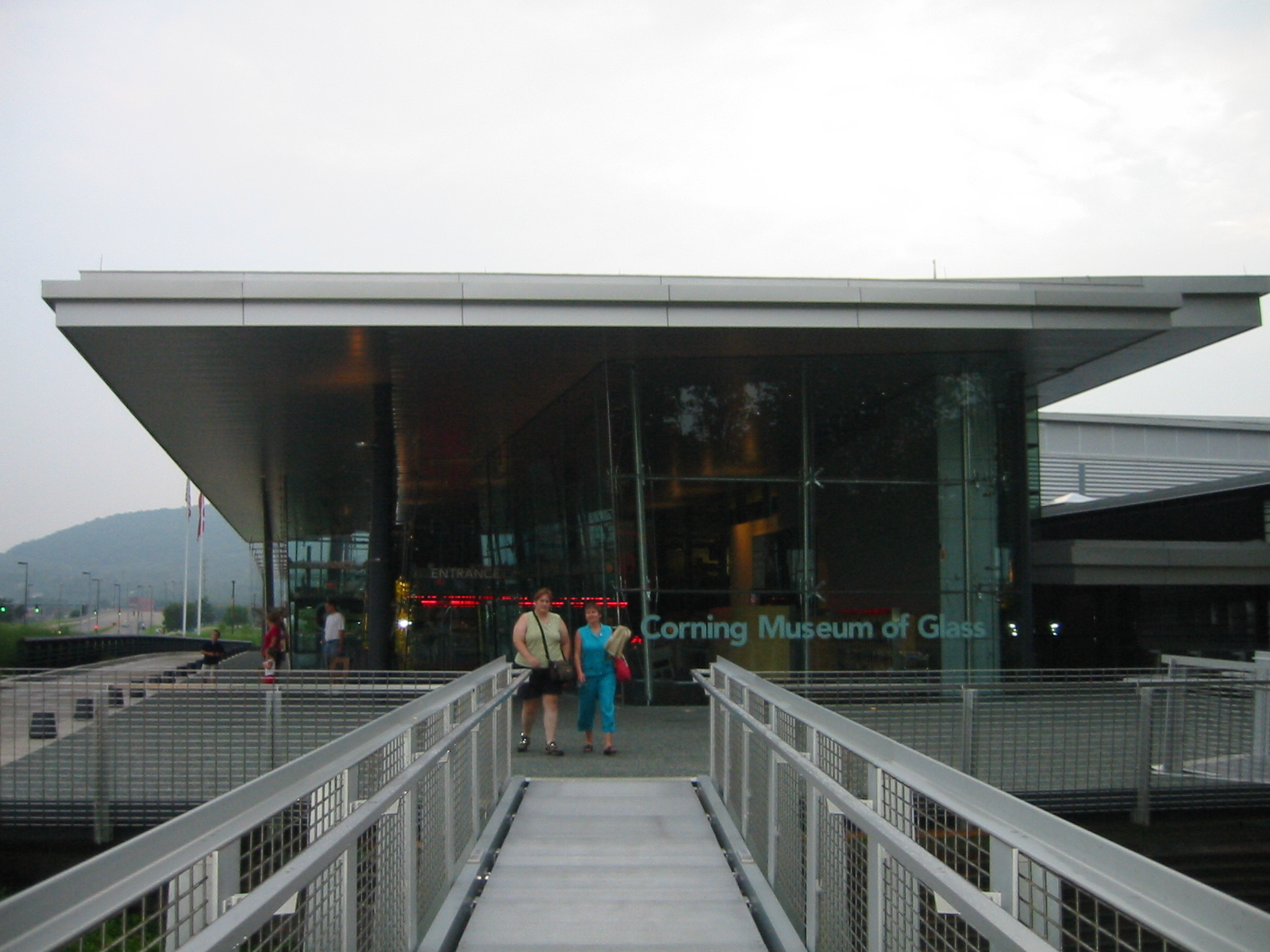
Corning Museum of Glass, Corning (New York).

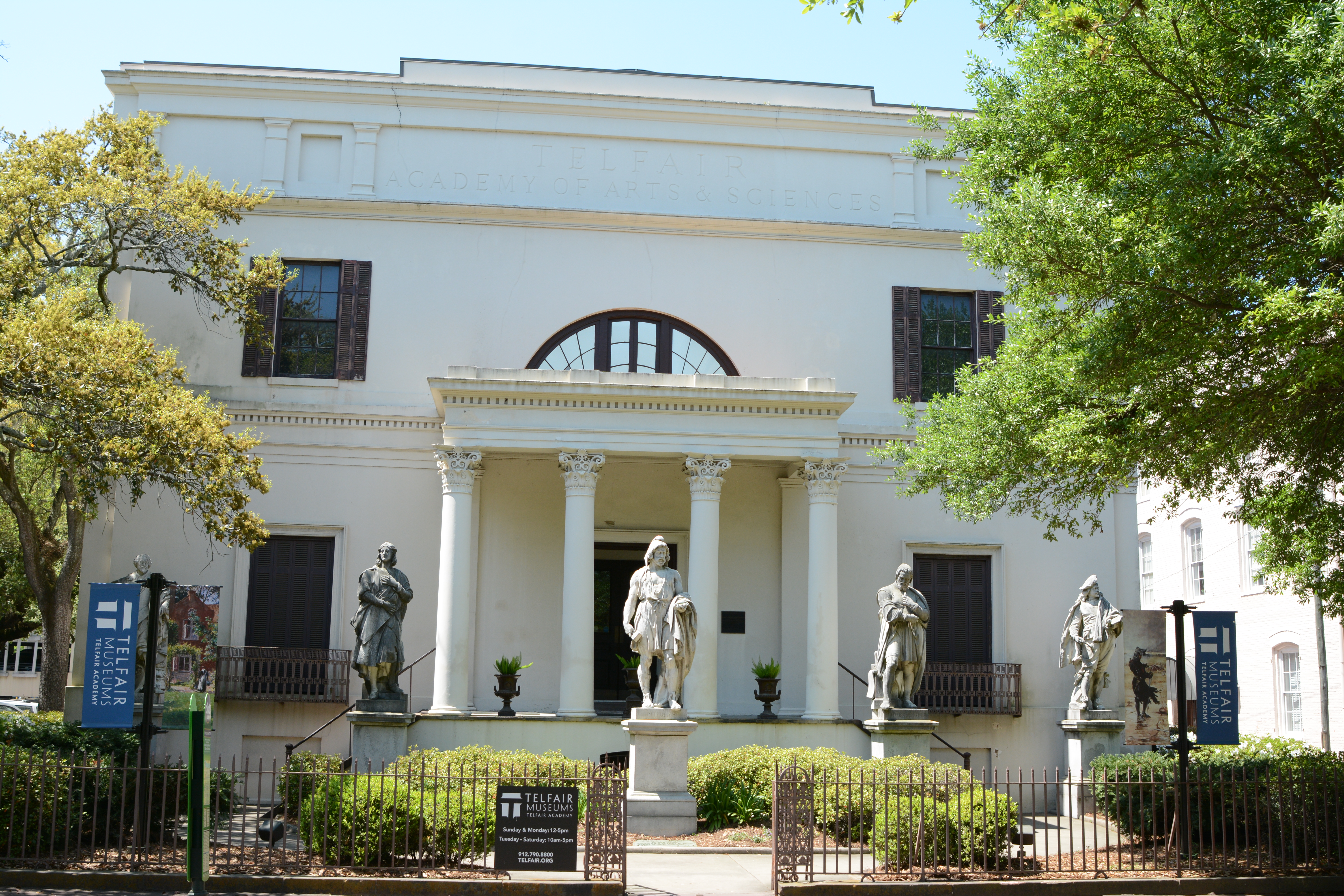
Telfair Museum of Art, Savannah (Géorgie)

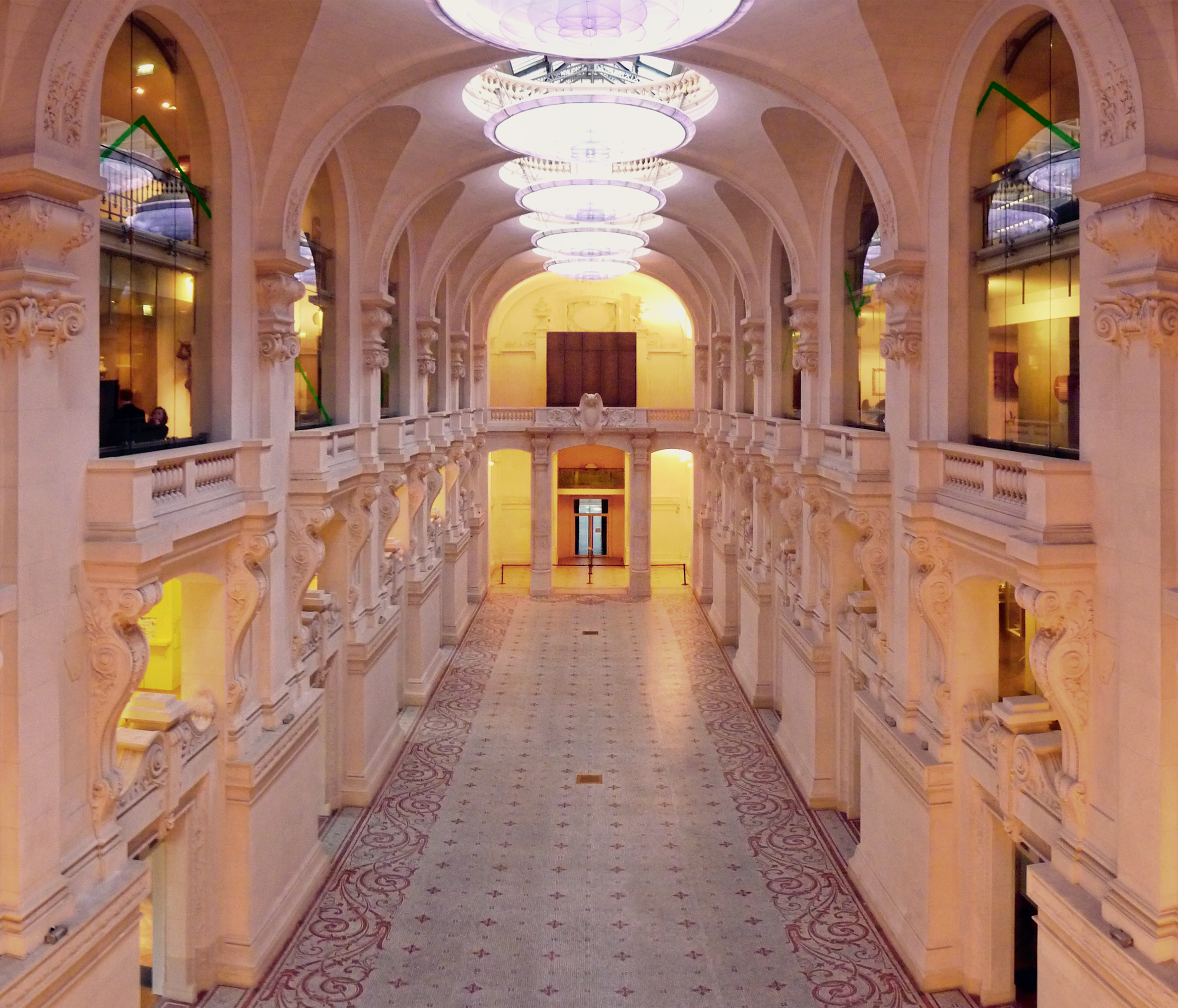
Musée des arts décoratifs de Paris.

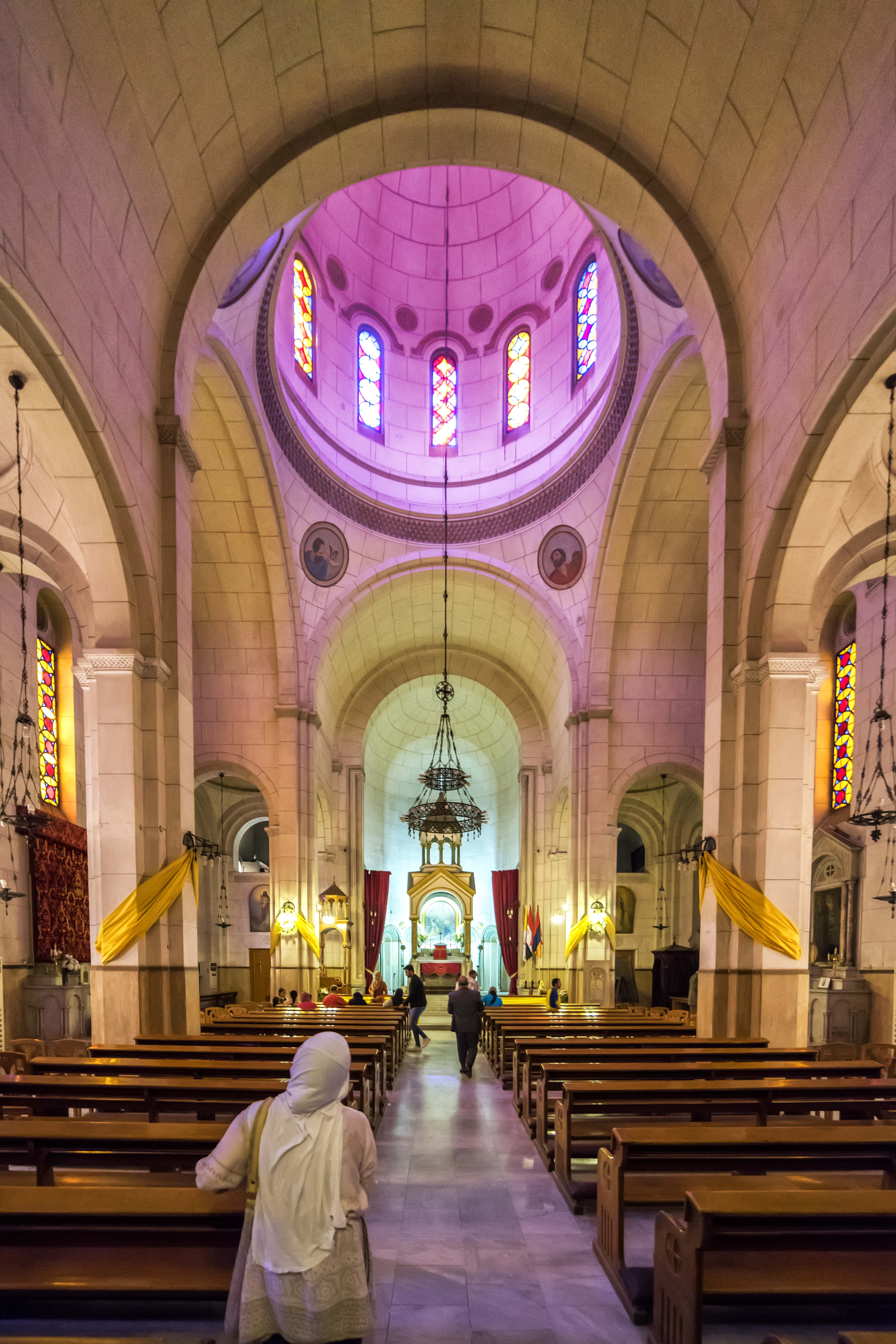
Cathédrale arménienne du Caire.

## Conservation

### Collections publiques

#### Australie
- National Gallery of Art, Melbourne.

#### Égypte
- Musée d'art moderne (en), Le Caire.

#### États-Unis
- Corning Museum of Glass, Corning (New York)[21].
- Mildred Lane Kemper Art Museum (en), Université Washington de Saint-Louis, Totem, vers 1959[22].
- Telfair Museum of Art (en), Savannah (Géorgie), Nus étendus, huile sur toile 81x65cm, 1935[23].

#### France
- Musée des arts décoratifs de Paris, Sans titre, sculpture-objet, assemblage de verreries, bras en tôle, 154x48cm, dépôt du Fonds national d'art contemporain[24].
- Musée Paul Valéry, Sète[17].

#### Indonésie
- Musée de Djakarta.

#### Pays-Bas
- Bibliothèque royale, La Haye[25].

### Fresques murales
- Cathédrale arménienne du Caire[13].

### Collections particulières référencées
- Nathan Cummings[26].

## Œuvres

### Illustrations de livres
- Khairallah Tannous Khairallah, Caïs, Paris, s.e., 1921.
- Jules Barbey d'Aurevilly, Le Plus bel amour de Don Juan, Paris, La Connaissance, 1923 - 8 eaux-fortes par Gio Colucci - 125 exemplaires.
- Pierre Loti, La mort de Philae, illustré de vingt eaux-fortes, Paris, Kieffer, 1924.
- Octave Mirbeau : Le Jardin des supplices, Paris, La Connaissance, 1925 - 14 eaux-fortes, bandeaux, lettrines, cul-de-lampe par Gio Colucci - 103 exemplaires.
- Guy de Maupassant, La Maison Tellier[27], Paris, Frédéric Grégoire, 1925.
- Raymond Radiguet : Le bal du compte d'Orgel, Le Livre moderne illustré, Paris, Ferenczi, 1925.
- Dante : Vita nova, coll. Scripta manent, À l'enseigne du pot cassé, 1927.
- Dante : L’Enfer, coll. Scripta manent, À l'enseigne du pot cassé, 1928.
- Denis Diderot : Jacques le fataliste et son maître (2 vol.), coll. Scripta manent, À l'enseigne du pot cassé, Paris, 1929.
- Apulée : L'Ane d'Or (2 vol.), coll. Antiqva, Paris, À l'enseigne du pot cassé, 1929.
- Lucien de Samosate, Dialogues des courtisanes. Les amours, coll. Antiqva, Paris, À l'enseigne du pot cassé, 1929.
- François Turpin : Bonheur de ce monde, Paul Haasen/Éditions du Scarabée, 1929 - suite de gravures - 114 exemplaires.
- Leon Bloy : Celui qui ne voulait rien savoir. Composé et manuscrit par Guido Colucci & illustré par Gio, Paris, 1936. Manuscrit unique.
- Giacomo Leopardi : Canti. Composé et manuscrit par Guido Colucci & illustré par Gio, Paris, 1937. Manuscrit unique.
- Jean Giono : Le serpent d'étoiles, Le Livre moderne illustré no 278, Ferenczi, Paris, 1937 - 20 bois originaux[28].
- Joseph Peyré : Sous l’étendard vert, Le Livre moderne illustré, Paris, Ferenczi, 1939.
- François Villon :  Le grant testament, Paris, 1942. Manuscrit enluminé avec calligraphie de Guido Colucci et dessins originaux de Gio Colucci, dont on n'a fait que 5 copies.
- Paul Claudel, Le chemin de la croix, texte enluminé & composé avec des caractères dessinés par Guido Colucci & illustré par Gio Colucci, Paris, Guido Colucci, 1944 - 250 exemplaires.
- Paul Valéry, Le Cimetière marin, À l'enseigne de la Trirème, 1945 - 16 compositions coloriées au pochoir de la main de Gio Colucci - 160 exemplaires[25].
- Honoré de Balzac , La Belle Fille de Portillon, À l'Enseigne de la Trirème, 1945 - 125 exemplaires.

### Affiches
- Messageries maritimes - Grèce, Turquie, Syrie, Égypte, affiche, 102x70cm, Imprimeries réunies, Paris, vers 1927.